# Legione spagnola
La legione spagnola (in lingua spagnola Legión Española, in passato Legión Extranjera Española o Tercio de Extranjeros) è un'unità militare scelta dell'esercito spagnolo.
Il riferimento al tercio, col quale nel linguaggio comune viene spesso identificata, è da ricercarsi in ricordo delle formazioni di fanteria spagnole create nel XVI secolo al tempo di Carlo V, composte da volontari di diverse nazioni del regno, che seminarono il terrore sui campi di battaglia europei.

## Storia

### La creazione e l'impiego nella guerra del Rif
Fu fondata come Tercio de Extranjeros il 28 gennaio 1920 come reggimento composto da stranieri sul modello della Legione straniera francese con un decreto regio (di Alfonso XIII) per rimpiazzare le truppe di coscritti nelle campagne coloniali. Nel 1920 la Spagna stava infatti fronteggiando la peggior rivolta scoppiata nel protettorato del Marocco, guidata da Abd el-Krim. Fu fortemente voluta dal tenente colonnello di fanteria José Millán-Astray, che ne influenzò e modellò la mistica. È detta anche "Tercio" ("Tercio" erano i reggimenti della Spagna rinascimentale), in ricordo delle formazioni di fanteria spagnole che nel XVI secolo, al tempo di Carlo V, rovesciarono le nazioni e seminarono il terrore sui campi di battaglia europei.
Il 2 settembre re Alfonso affidò il comando della Legione a José Millán-Astray, che era stato il principale fautore dell'istituzione di questo reggimento. Francisco Franco fu uno dei membri fondatori della Legione e secondo in comando dell'unità. Il 20 settembre arrivò la prima recluta straniera (e questa data viene celebrata ogni anno). All'inizio il nuovo reggimento ebbe sede nel Cuartel del Rey a Ceuta sul Plaza de Colón. Millán-Astray fa anche rivivere l'antica ideologia crociata, presentando i suoi uomini come artefici di una nuova reconquista contro la civiltà islamica e poi come salvatori della Spagna, in lotta contro il liberalismo laicista e il comunismo.
La Legione, denominata Tercio de Marruecos combatté in Marocco nella guerra del Rif (1925-1926), prendendo parte allo sbarco di Alhucemas, nella repubblica del Rif. Sia le truppe regolari spagnole sia la Legione formarono l'"Esercito spagnolo in Africa". Nel 1934 la Legione, insieme alle truppe regolari, dal Marocco spagnolo fu inviata in Spagna dal nuovo governo repubblicano per domare la rivolta di lavoratori scoppiata nelle Asturie.

### Nella guerra civile spagnola
Nel luglio 1936 sotto la guida del tenente colonnello Juan Yagüe, con l'esercito d'Africa si ammutinò e giocò un ruolo molto importante nella guerra civile spagnola, schierandosi nel Bando nacional dei nazional-franchisti, sbarcando nel sud della Spagna dove si pose sotto il comando di Francisco Franco che guidava quel settore. I nazionalisti trassero grande vantaggio dalla disciplina e dalla professionalità di queste truppe. Molti volontari internazionali furono inquadrati in Bandere (battaglioni) e compagnie della Legione.

### Durante il "franchismo"
Dopo la vittoria dei franchisti nel 1939, la Legione fu ridotta di numero e rimandata nei suoi quartieri in Marocco e quando quest'ultimo divenne indipendente nel 1956, la legione rimase come componente del presidio delle rimanenti enclave spagnole nord-africane. Nel 1957 prese parte alla Guerra di Ifni contro il Marocco.
Il 17 giugno 1970 unità della Legione spararono e uccisero 11 dimostranti indipendentisti nel quartiere di Zemla a El-Aaiun (nel Sahara occidentale, cioè la Spagna sahariana). L'incidente, passato alla storia come Intifada di Zemla, giocò un ruolo molto importante nello spingere il movimento anti-coloniale Sahrawi alla lotta armata che dura anche oggi, sebbene la Spagna abbia da tempo abbandonato il territorio, passandolo al Marocco.

### Dalla transizione democratica ad oggi
A partire dalla "transizione spagnola" sino al 2001 non fu più ammesso l'arruolamento di stranieri. Pertanto nel 1987 la Legione perdeva l'appellativo di "Straniera" cambiando il suo nome in Legione spagnola. Dal 1992 ha preso parte a tutte le missioni militari spagnole all'estero. Dal 1999 sono state ammesse anche le donne.
Successivamente, dopo la fine della coscrizione obbligatoria nell'esercito spagnolo nel 2002, il reclutamento di stranieri ricominciò nel 2002, ma soltanto dai paesi dell'America Ispanica e dalla Guinea Equatoriale. Oggi è a composizione mista, sia spagnoli che ispanici.

## Organizzazione
La Legione dal 2015 fa parte della Forza terrestre dell'Ejército de Tierra ed è composta dalla Brigada "Rey Alfonso XIII" II de La Legión, che comprende due tercio della consistenza di reggimento, (III e IV) con sede a Ronda e Viator nella Spagna del sud, una "bandera" (battaglione) del genio zappatori, un gruppo di cavalleria leggera corazzata, un gruppo logistico e un gruppo di artiglieria da campagna.
Due tercio (I e II), sono dislocati nelle enclave spagnole in Nord Africa di Melilla e Ceuta.

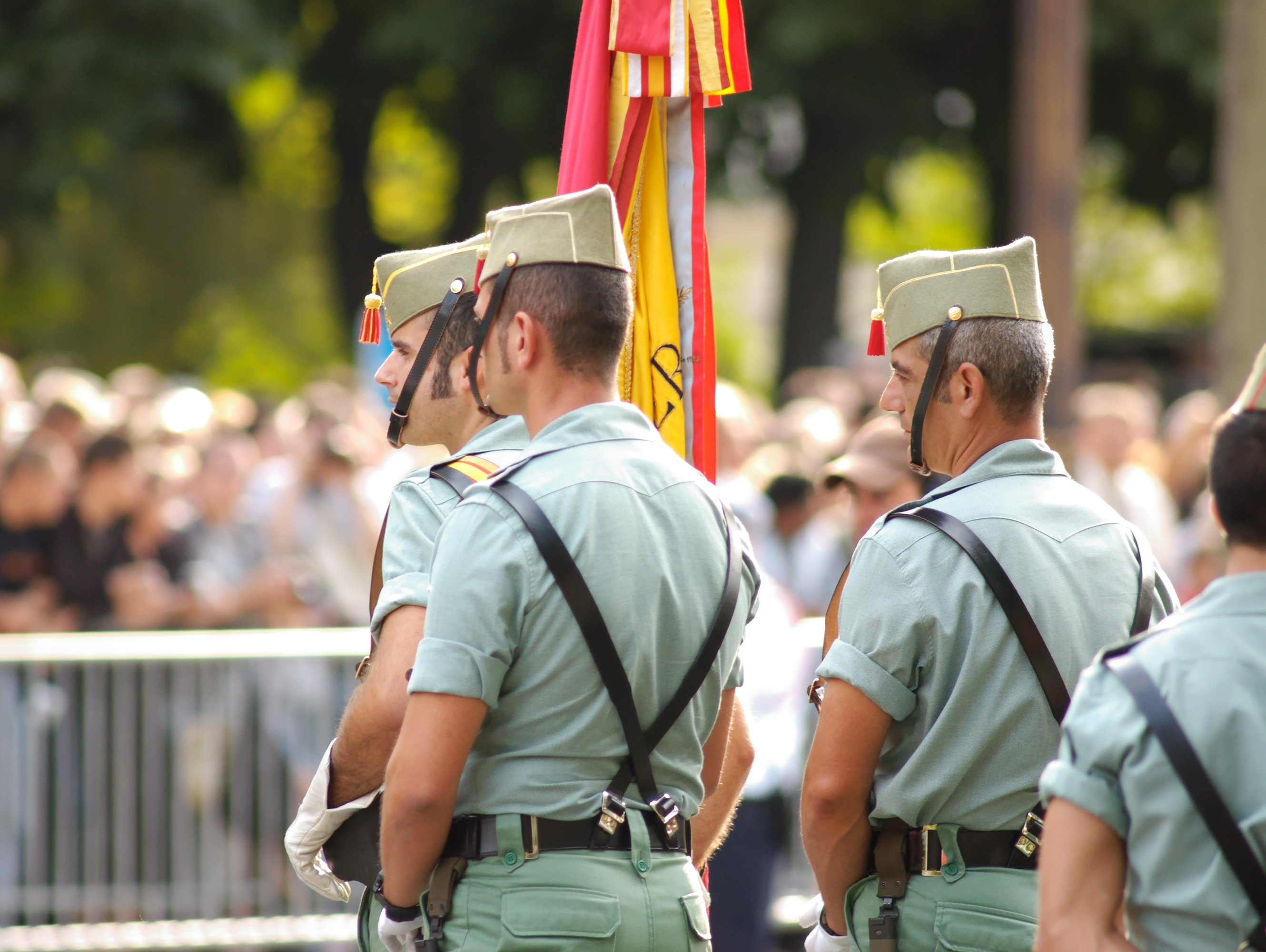
Legionari in parata

La Legione resta un'unità d'élite molto disciplinata, i cui uomini sono sottoposti ad addestramenti durissimi. La Legione ha avuto, dal 1979 al 2002, anche un'unità speciale conosciuta come BOEL (Bandera de Operaciones Especiales de la Legión o Unità per operazioni speciali della Legione) che era composta da circa 500 uomini addestrati a ogni tipo di operazione (anche quelle antiterroristiche), poi invece l'unità è stata ridotta a Grupo de operaciones especiales "Maderal Oleaga" di stanza ad Alicante ed ha cessato la sua appartenenza operativa alla Legione, ma nel 2017 è tornata a essere "Bandera".
I riferimenti storici della Legione sono antichi, ovvero fa risalire le proprie origini ai "Tercios de Flandes y Italia", delle campagne rinascimentali della fine del Cinquecento. Simbolo di questo legame sarà da un lato il fatto che tutti i Tercios della Legione assumeranno il nome di condottieri di quella epoca come Gonzalo Fernández de Córdoba per il primo "Gran Capitan", il secondo sarà intitolato a Fernando Álvarez de Toledo terzo "Duque de Alba", il terzo a "Don Juan de Austria", infine il quarto a "Alejandro Farnesio", duca di Parma, dall'altro con il simbolo della balaestra, dell'archibugio e dell'alabarda incrociate.

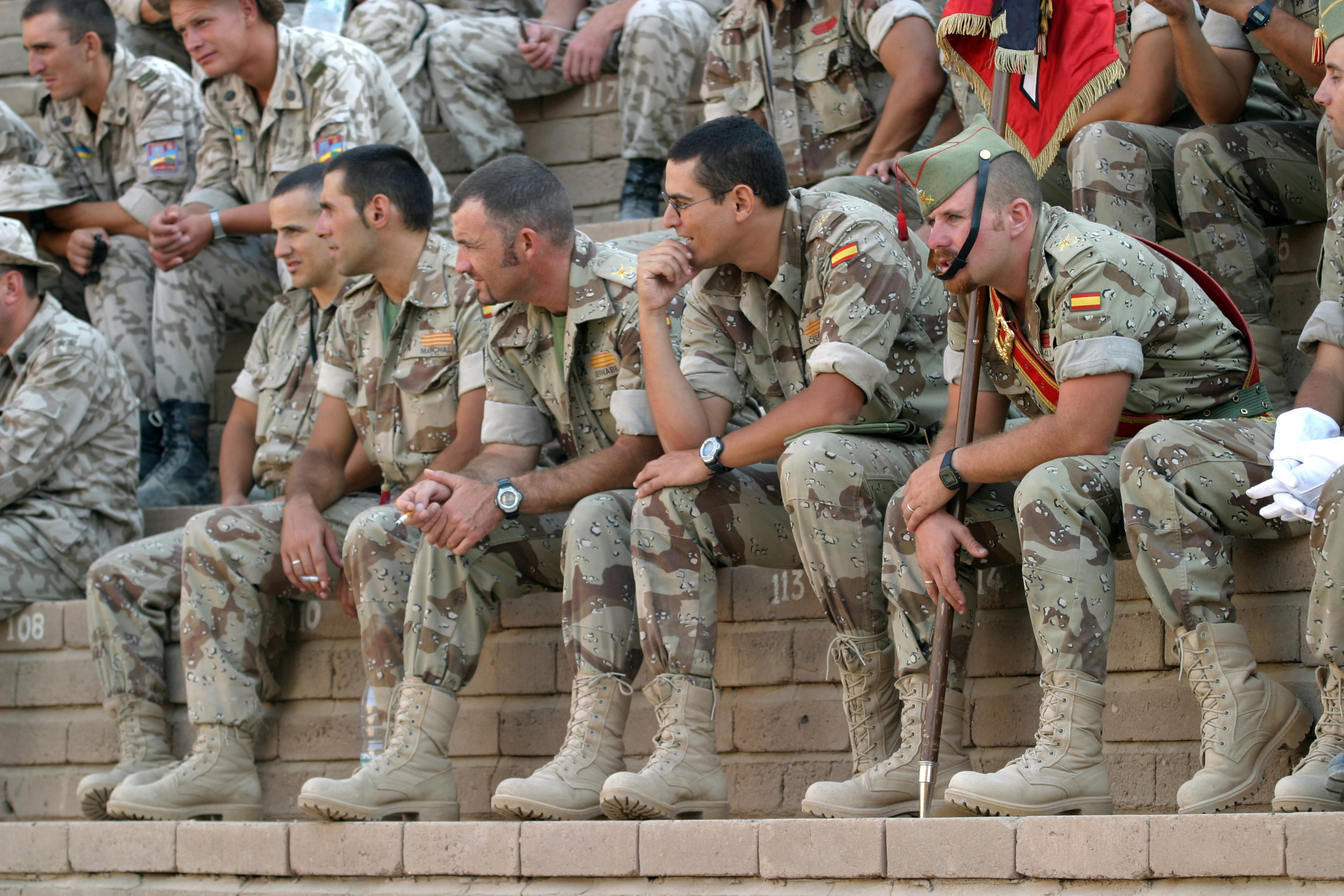
Legionari in Iraq

- Brigada de la Legión "Rey Alfonso XIII" (Viator) Almería
  - Quartier Generale (Viator) (Almería)
  - Tercio "Don Juan de Austria" III della Legión (Viator) (Almería)
    - VII Bandera (battaglione) de La Legión "Valenzuela"
    - VIII Bandera de La Legión "Colón"

  - Tercio "Alejandro Farnesio" IV de La Legión (Ronda) (Malaga)
    - X Bandera de La Legión "Millán Astray"

  - Gruppo di artiglieria da campagna de La Legión (Viator) (Almería)
  - Gruppo di cavalleria leggera corazzata de La Legión (Ronda) (Malaga)
  - Unità del genio (Zapadores) de La Legión (Viator) (Almería)
  - Gruppo logistico de La Legión (Viator) (Almería)
  - Bandera del Quartier Generale (Viator) (Almería)
  - Compagnia Trasmissioni de La Legión (Viator) (Almería)

Non sono alle dipendenze della brigata:
- Comandancia General de Melilla (Comando generale di Melilla)
  - Tercio "Gran Capitan" I della Legión (Melilla)
    - I Bandera de La Legión "España"
    - II Bandera de La Legión "Carlos I" (sciolta)
- Comandancia General de Ceuta (Comando generale di Ceuta)
  - Tercio "Duque de Alba" II della Legión (Ceuta)
    - IV Bandera de La Legión "Cristo de Lepanto"
    - V Bandera de La Legión "Gonzalo de Córdoba" (sciolta)
- Mando de Operaciones Especiales (MOE)
  - Bandera de Operaciones Especiales "C.L. Maderal Oleaga" XIX (Alicante)

## Reclutamento
Nel corso della storia della Legione i suoi ranghi sono stati composti in maggioranza dagli spagnoli, mentre gli stranieri ammontano al 25% circa. Questi venivano arruolati presso il Banderìn Central de Enganche de la Legión a Leganés presso Madrid trasferito poi a Ronda.
Si smise di accettare gli stranieri dal 1987 ma dopo la fine della coscrizione obbligatoria, l'esercito spagnolo dal 2002 ha riaccettato stranieri, ma solamente di origine ispanica (soprattutto dall'America centrale e meridionale), residenti in Spagna, precisamente dell'Argentina, Bolivia, Costa Rica, Colombia, Cuba, Cile, Ecuador, El Salvador, Guatemala, Honduras, Messico, Nicaragua, Panama, Paraguay, Perú, Repubblica Dominicana, Uruguay e Venezuela, nonché della Guinea Equatoriale, compresi tra i 18 e i 28 anni, sia uomini e dal 1999 anche donne. La ferma volontaria è di 2 o 3 anni fino ad un massimo di 6. Le selezioni dei candidati avvengono oggi presso il Centro de selección de la Delegación de Defensa a Madrid.

## Addestramento
La formazione di base dura 4 mesi e si svolge a Caceres o Cadice. Essa comprende competenze di base militare tipiche della fanteria, come l'addestramento alle marce forzate e un rigoroso percorso di guerra. Dopo il secondo mese, la recluta firma un contratto di 2 o 3 anni. Dopo aver terminato la formazione di base la recluta viene distaccata presso uno dei quattro tercios o altre unità della Legione. Qui, riceve una formazione ulteriore e inoltre apprende l'addestramento formale alla marcia tipica della tradizione legionaria.

## Campagne militari
- Guerra del Rif;
- Difesa di Melilla, nel 1921;
- Sbarco di Alhucemas;

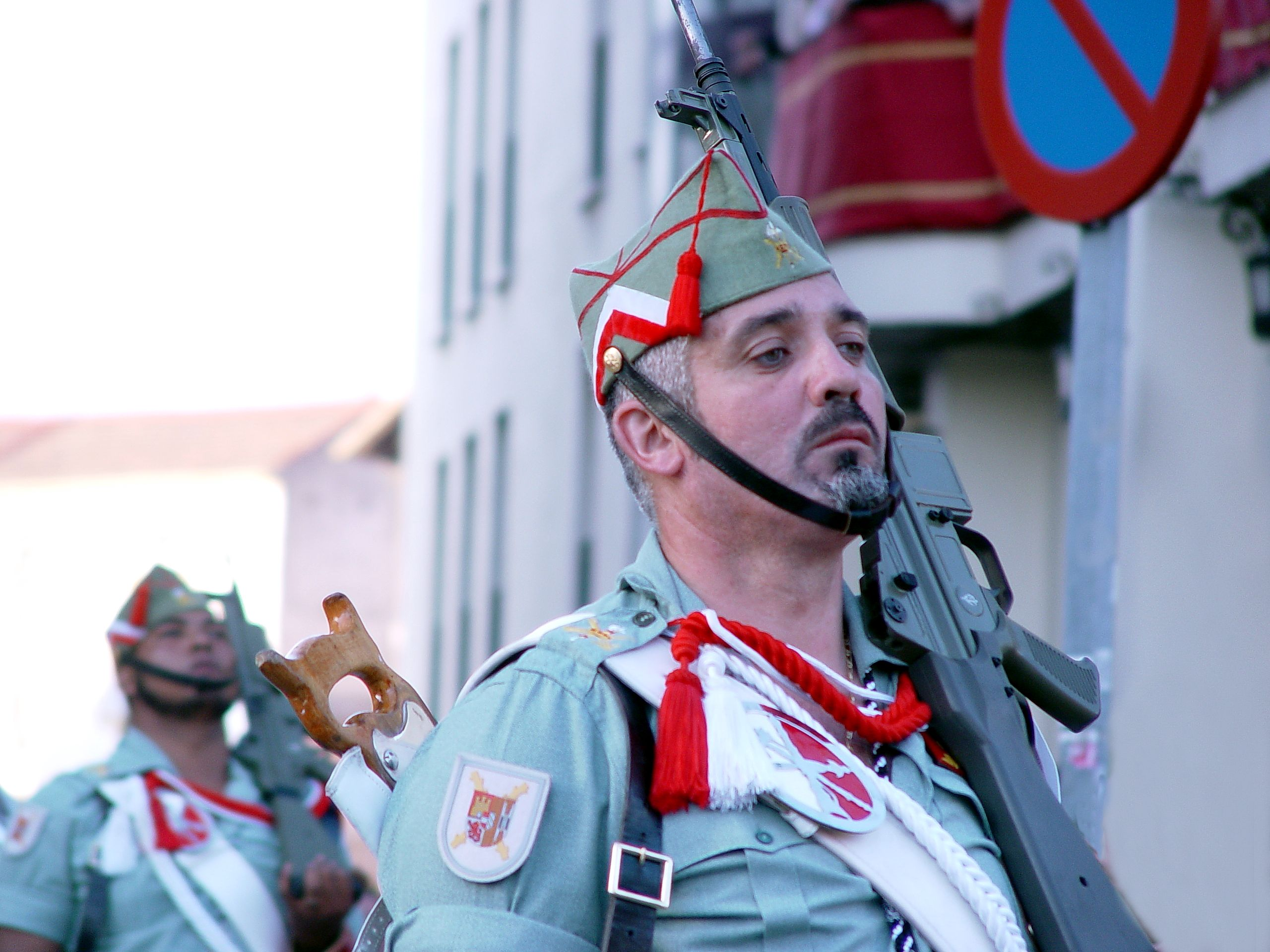
Legionari durante una sfilata

- Rivoluzione delle Asturie nel 1934;
- Guerra civile spagnola, nel 1936-1939;
- Guerra di Ifni, nel 1957;
- Missione umanitaria nella guerra di Bosnia, nel 1992;
- Missione umanitaria in Albania (operazione Amanecer) nel 1997;
- Partecipazione a la KFOR nel Kosovo nel 1999;
- Operazione Enduring Freedom in Afghanistan;
- Operazione di sicurezza conseguente alla seconda Guerra del Golfo.
- Operazione "Libertad Duradera" in Afghanistan: ISAF, missione NATO, 2011 in corso.
- Operazione "Libre-Hidalgo" in Libano: FINUL, missione ONU 2011 in corso.
- Lotta contro la pirateria in Somalia e nell'Oceano Indiano 2011 in corso.

## BOEL-GOE: le forze speciali
Le Operazioni speciali nella Legione spagnola ebbero i suoi antecedenti nelle SOE, le Sezioni Operazioni Speciali, quando, verso il 1970, queste unità furono organizzate nei Tercios Sahariani, una per ogni Bandera. Elitrasportate, fin dall'inizio, ebbero come missione principale la lotta di contro-guerriglia nel Sahara Spagnolo nei confronti del Fronte Polisario, missione che compirono in maniera efficace causando perdite tra le file degli insorti. Così simultaneamente, nel 1975, i Tercios del nord Africa organizzarono proprie SOE, portando un totale di 8 unità di questo tipo, 2 per Tercios, nel Corpo.
L'entusiasmo e la tenacia dell'ispettore della Legione, il generale D. Tomas Pallas Sierra, portò alla creazione nel 1981 di un'unità, consistente in una Compagnia, (UOEL- Unidad de Operaciones Especiales de la Legión) comandata dal capitano D. Ricardo Castillo Algar. Visti gli ottimi risultati operativi, il generale Pallas pretese la formazione nella Legione di una Bandera de Operaciones Especiales (BOEL).
Il 17 maggio 1985, questa Bandera fu nominata UOEL, Unità Operazioni Speciali della Legione, entrando così a far parte del 4º Tercio "Alejandro Farnesio". Nel gennaio 1996, ai sensi del NG 6/94 EME, la Bandera fu incorporata nella Forza di intervento rapido (FAR) dell'esercito spagnolo. Dopo aver ricevuto diverse intestazioni dalla sua creazione, il reparto prese definitivamente il nome del cavaliere legionario Juan Maderal Oleaga, ultimo soldato caduto nella campagna dell'Ifni-Sahara, e il numero XIX in quanto ultima Bandera istituita della Legione.
Nel giugno 2002 il reparto fu distaccato dalla Legione, posto alle dipendenze del Comando delle operazioni speciali dell'esercito e trasferito nella città di Alicante, diventando il XIX Grupo de operaciones especiales "Maderal Oleaga". Nel 2017 riprese le tradizioni della Legione. Fin dalla sua nascita, prima come UOEL poi come BOEL, quindi come GOE, ha partecipato a numerose esercitazioni congiunte e a operazioni in Bosnia ed Erzegovina, Albania, Kosovo, Afghanistan e Iraq.

## Missioni
Negli ultimi anni la Legione spagnola è stata presente in Bosnia (nella missione NATO Sfor) e nella recente guerra in Iraq, dislocata a Najaf insieme alle truppe di El Salvador fino a quando non è salito al governo José Luis Rodríguez Zapatero, che ha dato seguito alle sue promesse elettorali di ritirare le truppe dall'Iraq. Nel 2005 fu anche impiegata in Afghanistan come parte della forza NATO ISAF. Attualmente la Legione partecipa soprattutto alle missioni di pace della NATO.

## Legionari celebri
L'arruolamento nella Legione era aperto a tutti gli uomini, spagnoli o stranieri, dai 15 ai 45 anni. Secondo la ricerca del tenente colonnello Don Miguel Ballemilla y Garcìa de Gamarra, contenuta nella tesi di laurea, "La Legión 1920-1927", si attesta che gli stranieri, arruolati in questo periodo relativo alla sanguinosa campagna in Marocco contro la Repubblica del Rif di Abd el-Krim, furono 3.875, il 20.89% della forza totale consistente in 19.379 legionari, mentre il resto era composto da volontari di nazionalità spagnola. La nazionalità più rappresentata fu quella portoghese seguita da quella tedesca, cubana, francese e italiana con 53 legionari l'1.38%.

### Legionari d'origine spagnola o straniera
- José Millán-Astray
- Francisco Franco
- Sisto Enrico di Borbone-Parma
- Nacho Vidal (attore pornografico)
- José Manuel Lara, atleta golfista.
- Carlos Micó España, giornalista e scrittore spagnolo.
- Federico Angulo Vásquez (1893-1938), politico socialista, prestò servizio dal 1921 al 1923 in Marocco.
- Serafín Ferro, attore spagnolo si arruolò nel 1936.
- Oskar Dirlewanger, generale delle SS e criminale nazista, si arruolò nel 1937 per poi transitare nella Legione Condor.
- Nikolai Shinkarenko Brusilov, poeta e scrittore russo, aderì all'esercito russo bianco in esilio del generale Vrangel e nel 1936 fu tenente nella IX Bandera della Legione.
- Grigori von Lamsdorff (1913-1950). Nato in una nobile famiglia russa di origine tedesca riparata a Parigi nel 1920, quindi francese di adozione, von Lamsdorff aderì all'esercito russo bianco in esilio del generale Vrangel e con lo scoppio della guerra civile spagnola si arruolò nella XV Bandera della Legione come alfiere. Combatté nell'esercito francese fino alla capitolazione del 1940 per poi aderire a quello nazista e all'esercito russo di liberazione del generale Vlasov.[5]
- Gabriel Diáz Sánchez (1918-2003). Ex volontario nella Divisione Blu spagnola nella campagna nazista di Russia, nel 1947 si arruolò nella Legione. Sergente nel 1955 e promosso tenente nel 1967, si congedò nel 1971. Figura emblematica del Corpo, fu collaboratore-redattore della rivista: "La Legión", curandone la parte storica.
- Martin Bradley inglese di Richmond, classe 1931, pittore di professione. Si arruolò nella Legione nel 1961 in seguito ad una delusione amorosa per disertare poco dopo.
- Hans Joachim Fiebelkorn (classe 1948). Disertore dell'esercito federale tedesco, ex membro della Legione, legato alla "internazionale neonazista" è stato consulente per la polizia politica del dittatore paraguaiano Alfredo Stroessner. Ha lavorato in Bolivia, braccio destro del criminale nazista Klaus Barbie, come istruttore militare e organizzato la guardia personale di Roberto Gomez Suarez, "il padrino" della mafia e trafficante di cocaina in Bolivia. Proprietario a Santa Cruz de la Sierra del locale "Bavaria", noto ritrovo di ex nazisti. È stato coinvolto dalla magistratura italiana nelle indagini relative alla strage di Bologna del 2 agosto 1980, dove 85 persone sono morte a causa di una bomba posta alla stazione ferroviaria[6][7][8].
- Enrique San Francisco, attore spagnolo si arruolò nel 1975.
- Rafael B. Antón de Liebana A.: veterano nei combattimenti in Marocco nell'isola Perejil nel 2002 (Operazione Recuperar Soberania).

### Legionari d'origine italiana
Alcune centinaia di volontari italiani hanno prestato servizio nella Legione, se escludiamo il periodo della guerra civile spagnola del 1936-1939, dove militarono numerosi volontari connazionali sotto mentite spoglie ma con l'autorizzazione delle autorità militari italiane, nell'Aviazione Legionaria del Tercio o nei Sommergibili Legionari.
Il numero esatto degli italiani arruolatisi in quel periodo nel Tercio non si potrà mai precisare a causa dei nomi di copertura e poi perché le perdite della Legione furono spaventose. Qualche storico sostiene che furono circa 10.000 i legionari italiani arruolatisi "per la vittoria della Croce minacciata dalle barbarie e dai sacrilegi comunisti".
Citiamo i casi più noti:
- Alessandro Lasso, caduto in combattimento nel 1925 in Marocco.
- Gabriele Sartori, sacerdote e missionario in Etiopia.
- Artorige Nozzoli, classe 1895 di Firenze, anarchico, nativo di Lastra a Signa, si arruolò nel 1928 prestando servizio per tre anni a Ceuta come caporale-furiere.
- Ruggero Bonomi, colonnello della Regia Aeronautica, fondò l'Aviazione Legionaria del Tercio. Autore di: “Viva la Muerte, Diario dell'” Aviaciòn de El Tercio”, Editoriale Aeronautico, Roma, 1941.
- Ettore Muti, volontario nell'Aviazione Legionaria del Tercio con lo pseudonimo di Gim Valeri nel corso della guerra civile spagnola. Partecipò alla presa di Madrid al comando di un reparto corazzato del Tercio.
- Francesco Odetti di Marcorengo prestò servizio nel Tercio nella guerra civile spagnola e narrò la sua esperienza nello scritto: "Trenta mesi nel Tercio" edito nel 1940.
- Renato Zanardo (classe 1915), nativo di Monselice, figura emblematica della Legione. È l'italiano più decorato della guerra civile spagnola con una medaglia d'oro al valor militare italiana e una croce laureata dell'Ordine di San Ferdinando spagnola, una delle 22 concesse nella storia del Corpo[10]. Cabo (caporalmaggiore) del Raggruppamento carristi del VIII Bandera del Tercio si distinse nella battaglia di Oliete avvenuta l'11 marzo del 1938 e nella quale subì l'amputazione della mano[11].
- Giuseppe Marozin, combatté nella guerra civile spagnola, partigiano in Italia, fu il responsabile nell'aprile del 1945 della fucilazione degli attori Valenti e Ferida.
- Federico Guglielmo Fortini di Montevarchi, capitano volontario nel Tercio, cadde in combattimento nel 1937 e fu decorato della medaglia d'oro al valor militare italiana alla memoria in quanto distintosi a Brunete-Teruel.
- Giuseppe Borghese dei duchi di Bomarzo nato il 13 giugno 1906 a Cafaggiolo membro della Famiglia Borghese di Roma. Tenente di complemento della 4ª Bandera del 2º Tercio durante la guerra civile spagnola (già sottotenente di complemento nel Piemonte Cavalleria). Morì in combattimento a Gandesa sull'Ebro il 23 settembre 1938 al comando dell'11^ CIA e fu decorato alla memoria della medaglia d'oro al valor militare italiana e nel 1942 della croce laureata dell'Ordine di San Ferdinando spagnola, una delle ventidue concesse nella storia del Corpo e l'ultima conferita ad uno straniero[10].
- Ottorino Mancioli (1908-1990) di Roma, scultore, disegnatore e pittore. Nel 1936 con lo scoppio della guerra civile spagnola si arruolò nel Battaglione autonomo del Tercio "Flechas Negras".
- Andrea Ghira, criminale italiano, fu condannato dalla giustizia italiana per aver partecipato al Massacro del Circeo. Si arruolò nella Legione il 26 giugno 1976 presso il Banderìn Central de Enganche de la Legión a Leganés presso Madrid, sotto il falso nome di Massimo Testa e ne fu espulso nel 1993 per reati legati alla tossicodipendenza. Prestò servizio in quasi tutti i reparti della Legione, l'addestramento al Tercio "Don Juan de Austria" di Fuerteventura, nel 1978 promosso cabo nel Tercio "Duque de Alba"" II della Legión a Ceuta precisamente nella 3ª Compagnia della IV Bandera (Battaglione) e tra il 1982 e il 1983 nell'Unidad de operaciones especiales de la Legión, il reparto delle operazioni speciali del Tercio "Alejandro Farnesio" a Ronda ed anche nel Tercio "Gran Capitan" a Melilla[12][13]; morì nel 1994 e fu sepolto nel cimitero della Legione a Melilla[14].

## "La Legión": la rivista del Corpo
La Legione spagnola dispone di un proprio organo di stampa, il trimestrale "La Legión". È un giornale venduto esclusivamente per abbonamento e viene pubblicato presso la caserma "Alvarez de Sotomayor" a Viator.
Il primo bollettino associativo della Legione fu pubblicato il 17 luglio del 1958 ed era una rivista mensile. Nel febbraio 1995 passò ad una tiratura bimestrale e nell'aprile del 1997 a trimestrale con un costo di 4,80 euro per l'abbonamento annuale.
La redazione è composta da operatori specializzati nei testi, nella grafica, nell'impaginazione, nelle fotografie, nell'uso delle più moderne apparecchiature. Il giornale di ottimo livello grafico e redazionale riporta la vita spicciola delle unità legionarie, le missioni internazionali, le unità speciali e biografie di ex legionari, episodi storici ed altro.

## Ideale
Fin dalla sua nascita, la Legione, come tutti i corpi d'élite, ha sempre coltivato il culto della battaglia e del coraggio di fronte alla morte. Essa sostiene, tramite il duro addestramento e le tradizioni, di ridurre la naturale paura della morte favorendo così gli atti eroici.
Gran parte di questo obiettivo è raggiunto attraverso un indottrinamento delle truppe, che comprende ciò che è noto come la "mistica legionaria" simboleggiata nella sua forma finale dal "Credo legionario", ossia un codice composto da dodici norme di comportamento redatto da José Millán-Astray, e gli insegnamenti del Bushidō giapponese.

### Tradizioni della Legione
- Soprannomi: i legionari sono chiamati Caballeros Legionarios (cavalieri legionari) e, dopo l'arruolamento femminile del 1999, Damas Legionarias (dame legionarie) e si considerano come i «fidanzati della morte» (los novios de la muerte);
- Grido di guerra: "Viva la muerte!" (Viva la morte!), "A mí la legión!" (A me la Legione!) e "Legionarios a luchar, legionarios a morir!" (Legionari pronti al combattimento, legionari pronti alla morte!)"[16] · [17];
- Particolarità: i legionari sono autorizzati a portare la barba folta e i tatuaggi che notoriamente rappresentano le insegne delle unità del Corpo o scene di guerra; inoltre per gli uomini, la camicia viene indossata aperta sul petto per simboleggiare l'esposizione del cuore alla morte;
- Passo cadenzato: il passo di marcia della Legione è molto veloce, da 160 a 190 passi al minuto, rispetto a quello delle unità dell'esercito spagnolo che consiste in 90 passi al minuto o in generale di quelli europei;
- Mascotte: la mascotte della Legione è un caprone, sinonimo di forza e costanza;
- Processione religiosa: nel corso della Settimana santa, il corpo di Gesù crocifisso, abitualmente portato sulle spalle, viene portato dai legionari con le braccia, al fine di provare la loro forza e la loro resistenza fisica.

## Denominazioni
- Tercio de Extranjeros (1920 – 1925)
- Tercio de Marruecos (1925)
- El Tercio (1925 – 1937)
- La Legión (1937 – attualmente)